# Монте-Кастелло-ді-Вібіо
Монте-Кастелло-ді-Вібіо (італ. Monte Castello di Vibio) — муніципалітет в Італії, у регіоні Умбрія, провінція Перуджа.
Монте-Кастелло-ді-Вібіо розташоване на відстані близько 105 км на північ від Рима, 32 км на південь від Перуджі.
Населення — 1609 осіб (2014).
Щорічний фестиваль відбувається 3 травня. Покровитель — San Filippo.

## Демографія
Населення за роками:

Станом на 1 січня 2023 року в муніципалітеті офіційно проживало 135 іноземців з 26 країн, серед них 59 громадян країн Євросоюзу та 3 громадяни України.

## Сусідні муніципалітети
- Фратта-Тодіна
- Сан-Венанцо
- Тоді